# Кьеза, Энрико
Энри́ко Кье́за (итал. Enrico Chiesa; род. 29 декабря 1970, Генуя) — итальянский футболист, нападающий. В составе сборной Италии — участник Евро-1996 и чемпионата мира 1998 года.

## Клубная карьера
Первым профессиональным клубом в карьере Энрико стала «Сампдория». Но долгое время он не мог стать в ней ключевым игроком, каждый новый сезон начиная в аренде в другом клубе. И лишь в 1995 году Кьеза смог закрепиться в составе «Сампдории». Забив за сезон более 20 мячей, форвард перебрался в «Парму», где стал рекордсменом клуба по забитым голам в еврокубках. Отыграв несколько сезонов форвард отправляется во Флоренцию в «Фиорентину», где быстро становится любимцем болельщиков. В 2001 году, когда в «Фиорентине» начался кризис, Энрико стал одним из немногих, кто остался верен команде. Но через год клуб обанкротился и Кьеза стал свободным агентом. Поиграв немного в «Лацио», Энрико переходит в «Сиену», где вскоре становится капитаном команды.

## Семья
Сын Федерико — также профессиональный футболист, чемпион Европы, в настоящее время выступает за клуб «Ливерпуль», сыграл за сборную Италии больше матчей, чем отец.
Энрико и его сын Федерико стали первой в истории парой отец-сын, которым удавалось забивать мячи на чемпионатах Европы (Энрико забил за сборную Италии на Евро-1996, а Федерико – на ЧЕ-2020).

## Достижения

### Командные
- Обладатель Кубка обладателей кубков УЕФА: 1989/90
- Обладатель Кубка Италии: 1998/99, 2000/01
- Обладатель Кубка УЕФА: 1998/99

### Личные
- Футболист года в Италии по версии Guerin Sportivo: 1996
- Лучший бомбардир Кубка УЕФА: 1998/99